# Voetbalkampioenschap van het Ertsgebergte 1912/13
In 1912/13 werd het eerste voetbalkampioenschap van het Ertsgebergte gespeeld, dat georganiseerd werd door de Midden-Duitse voetbalbond. De competitie werd op 29 september opgericht in Schneeberg. Na de competitie werd Alemannia Aue tot kampioen uitgeroepen, hoewel de club tweede eindigde. De club nam dit jaar nog niet deel aan de Midden-Duitse eindronde.

## 1. Klasse
| Plaats | Club                    | Wed.              | W                 | G                 | V                 | Saldo             | Ptn.              |
| ------ | ----------------------- | ----------------- | ----------------- | ----------------- | ----------------- | ----------------- | ----------------- |
| 1.     | FC Concordia Schneeberg | 10                | 9                 | 0                 | 1                 | 29:10             | 18:02             |
| 2.     | FC Alemannia 1908 Aue   | 10                | 8                 | 1                 | 1                 | 29:11             | 17:03             |
| 3.     | FC Wacker Schwarzenberg | 10                | 4                 | 0                 | 6                 | 06:36             | 08:12             |
| 4.     | FC Sachsen Schneeberg   | 10                | 3                 | 1                 | 6                 | 10:23             | 07:13             |
| 5.     | FC Sachsen Annaberg     | 10                | 3                 | 0                 | 7                 | 19:13             | 06:14             |
| 6.     | Eibenstocker BC         | Gediskwalificeerd | Gediskwalificeerd | Gediskwalificeerd | Gediskwalificeerd | Gediskwalificeerd | Gediskwalificeerd |

|  | Kampioen   |
|  | Degradatie |